# Sezze
Sezze is een stad in Italië, regio Latium, provincie Latina, ongeveer 80 km ten zuidoosten van Rome, aan de voet van de berg Semprevisa. De stad heeft 22.470 inwoners (2004).
De stad bestond al in de tijd van het Romeinse Rijk. Sezze huisvest een aantal musea, waaronder een Museum voor de Prehistorie en de Geschiedenis van het Romeinse Rijk. De stad is co-zetel van het bisdom Latina-Terracina-Sezze-Priverno.

## Demografie
| Jaar | Inwoneraantal |
| ---- | ------------- |
| 1991 | 21.457        |
| 2001 | 21.935        |

## Geschiedenis
De eerste vermelding van de stad wordt gemaakt in 382 v.Chr. Volgens de legende is de stad (die tijdens de Romeinse tijd Setia heette) gesticht door Hercules, nadat deze de Lestrigonen had verslagen. De naam Setia is daadwerkelijk afgeleid van de Setis, de huid van de Nemeïsche leeuw die Hercules als mantel droeg. Het stadswapen van Sezze toont dan ook de Nemeïsche leeuw naast de Hoorn des Overvloeds. In de Middeleeuwen dient de stad als zomerverblijf voor een aantal pausen, maar in 1690 wordt een groot deel van de stadsbevolking uitgeroeid door een pestepidemie.